# Věčné světlo

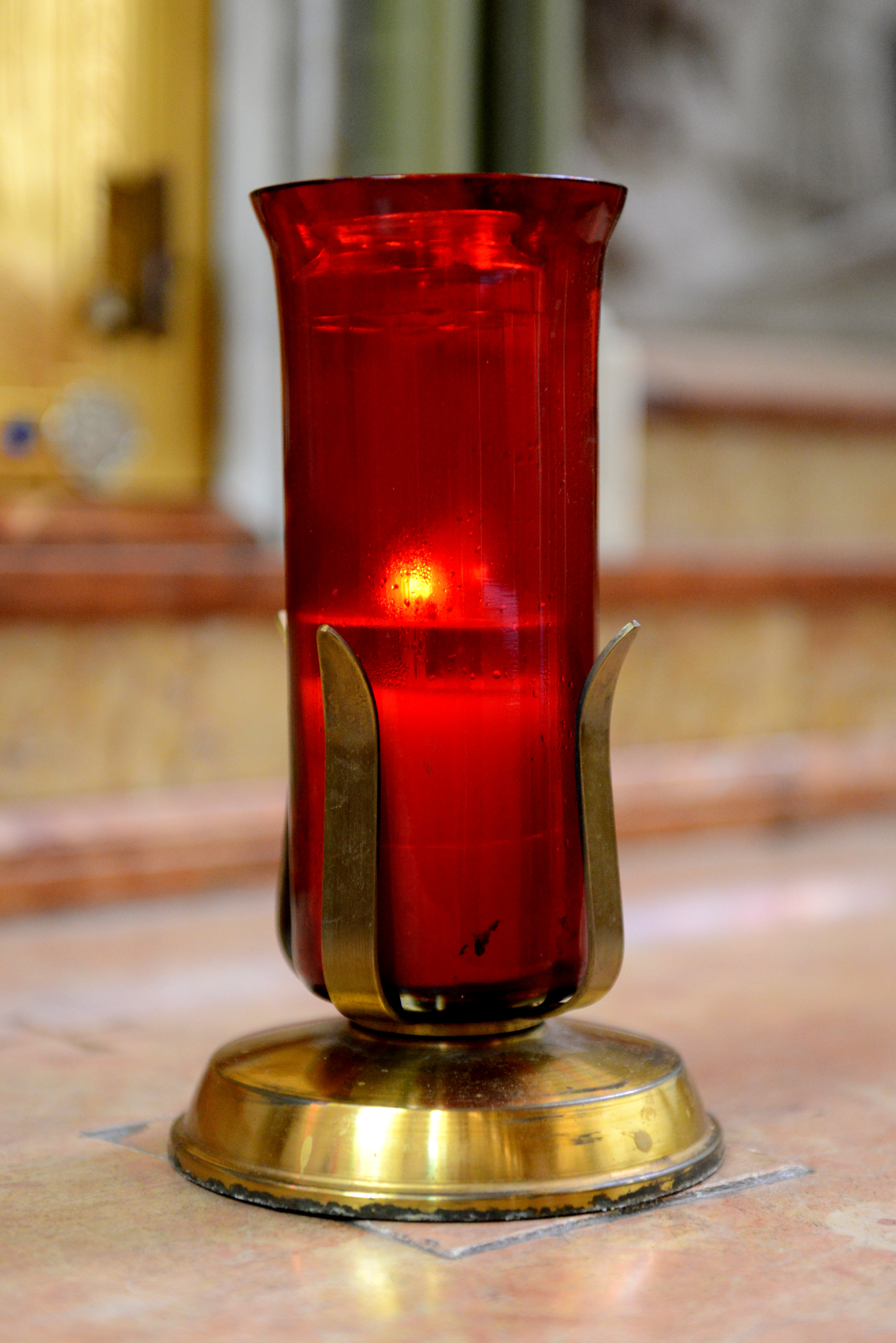
Věčné světlo (Lucemburg, interiér Eglise Notre-Dame-de-l'Assomption, Bettembourg)

Věčné světlo je rituální světelný zdroj, symbolizující neustálou přítomnost Boha ve svatostánku. Nachází se zejména v chrámech, případně synagogách různých náboženství. Protože účelem věčného světla není osvětlovat, nebývá jeho světelný výkon velký. Vlastním zdrojem světla je většinou svíčka, v modernějších provedeních žárovka nebo svítivá dioda.